# Hexatoma (Eriocera) apoensis
Hexatoma (Eriocera) apoensis is een tweevleugelige uit de familie steltmuggen (Limoniidae). De soort komt voor in het Oriëntaals gebied.